# Biblis Tholus

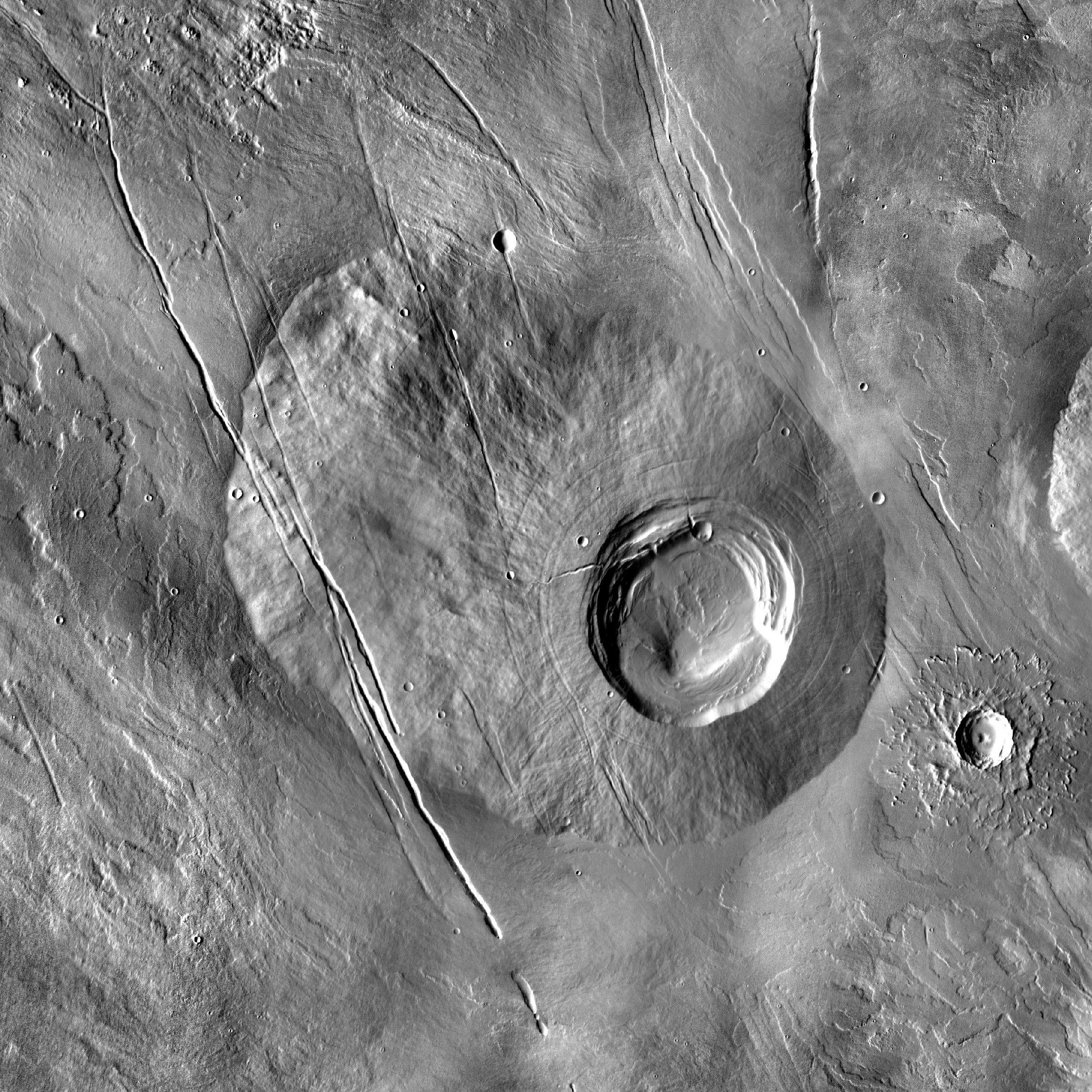
Infraröd bild av Biblis Tholus tagen av Mars Odyssey kameran THEMIS.

Biblis Thorus läge i relation till andra vulkaner på platån Tharsis.

Biblis Tholus är en vilande vulkan som befinner sig i vulkanplatån Tharsis på Mars. Vulkanen ligger mellan de större Olympus Mons och Tharsis Montes, och väster om Pavonis Mons. Den har en kaldera vid namn Biblis Patera med en diameter på 53 kilometer och ett maximalt djup på ungefär 4,5 kilometer. Hela vulkanen är 170 kilometer lång och 100 kilometers bred och reser sig ungefär 3 kilometer över sin omgivning.
Biblis Tholus är äldre än den omgivande lavaslätten, som bildades av lavaflöde från Pavonis Mons.